# Zhob
Zhob (Pasjtoe: ږوب) is een district in de Pakistanse provincie Beloetsjistan. De hoofdplaats is Zhob met ongeveer 46.000 inwoners.

## Bevolking
In maart 2017 telde het district Zhob 310.544 inwoners, bestaande uit 168.358 mannen en 142.186 vrouwen. Er werden geen transgenders geteld. Van de bevolking leefde het overgrote deel op het platteland: 264.296 inwoners (85,1%). De urbanisatiegraad bedroeg 14,9% (oftewel 46.248 personen). Het district wordt voornamelijk bevolkt door Pasjtoens. Het district heeft enkele religieuze minderheden, zoals christenen, hindoes, sikhs en zoroastriërs.
| Bevolking (1972) | Bevolking (1981) | Bevolking (1998) | Bevolking (2017) |
| ---------------- | ---------------- | ---------------- | ---------------- |
| 74.519           | 134.660          | 193.458          | 310.544          |

In 1998 kon slechts 16% van de bevolking lezen en schrijven: 25% van de mannen en 7% van de vrouwen. In 2012 werd de alfabetismegraad op 31% geschat door de Pakistaanse autoriteiten: 51% onder mannen en 12% onder vrouwen.

## Tehsils
| Tehsil          | Bevolking (2017) |
| --------------- | ---------------- |
| Ashwat          | 20.794           |
| Kashatoo        | 5.180            |
| Qamar Din Karez | 13.849           |
| Sambaza         | 17.089           |
| Zhob            | 253.632          |